# Chroicocephalus brunnicephalus
La gaviota centroasiática o gaviota hindú (Chroicocephalus brunnicephalus) es una especie de ave charadriforme de la familia Laridae, se reproduce en las altas mesetas de Asia Central, desde Tayikistán a Ordos en Mongolia Interior. Es migratoria, inverna en las costas y grandes lagos interiores del sur de Asia tropical. Como es el caso con muchas gaviotas, tradicionalmente ha sido colocada en el género Larus.

## Referencias

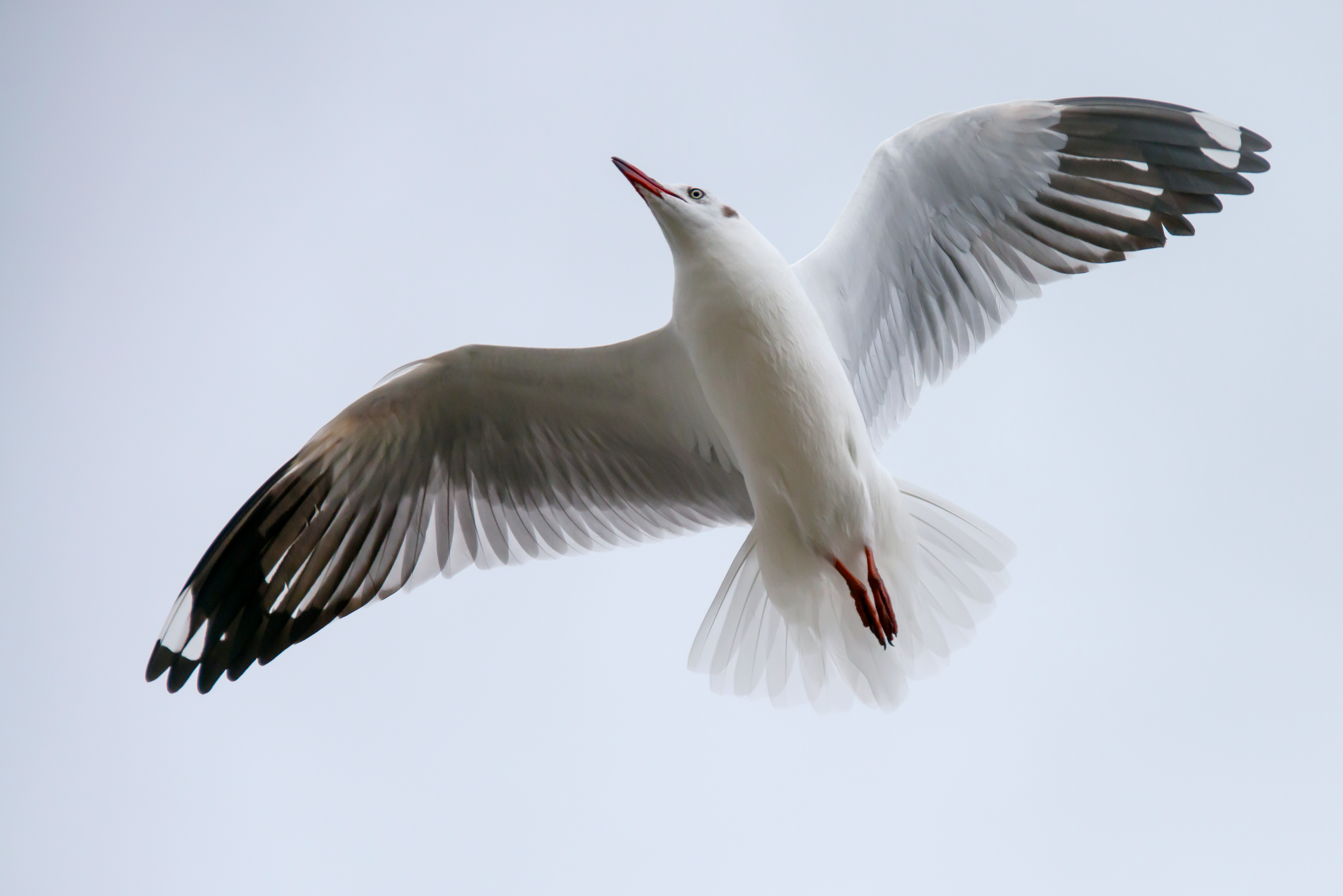
Gaviota centroasiática volando - Bang Poo, Bangkok.